# Colobium sindonis

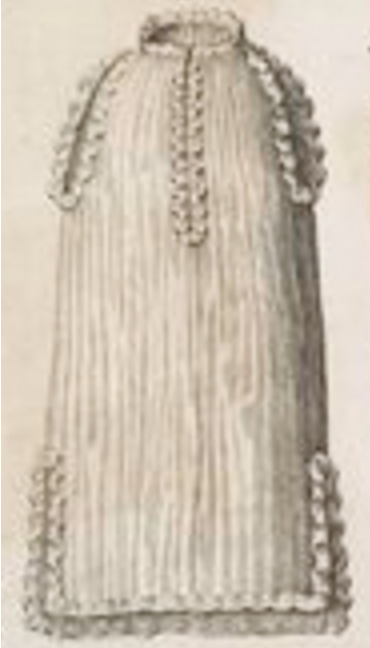
Colobium sindonis utilizada para la coronación de Jacobo II en 1685.
Grabado de Francis Sandford, 1685.

La colobium sindonis (del latín, túnica mortaja) es una simple túnica blanca sin mangas utilizada por los monarcas británicos durante parte de sus ceremonias de coronación. Simboliza la intención de desprenderse de toda vanidad del mundo y presentarse desnudo frente a Dios.
Después de la unción, en el servicio de la coronación, la colobium sindonis se coloca encima de la ropa del monarca, y luego la supertuinica, una larga túnica de oro brocado, sobre esta. El uso de estas prendas, el monarca se inviste con la regalía, coronado y entronizado. Ambas prendas se retiran antes de la última procesión fuera de la abadía. Estos dos túnicas son de diseño muy antiguo, utilizadas por los reyes medievales de Inglaterra, se dice que fueron usadas por el rey Eduardo el Confesor en su coronación en 1043; sin embargo, estas fueron destruidos por los parlamentarios después de la Guerra Civil inglesa. En épocas más recientes, una nueva colobium sindonis ha sido realizada para cada coronación.